# Harry D. Yates
Harry Douglas Yates (* 21. Juli 1903 in Buffalo, New York; † 9. Oktober 1996 in Menands, New York) war ein US-amerikanischer Offizier, Bankier und Politiker.

## Werdegang
Über die Jugendjahre von Harry Douglas Yates ist nichts bekannt. Er graduierte 1925 am Hamilton College mit einem Bachelor of Science. Am 27. April 1932 ernannte ihn der New York State Comptroller Morris S. Tremaine zum First Deputy Comptroller. Nach dem Tod von Tremaine am 12. Oktober 1941 fungierte Yates eine Woche lang als Comptroller, bis der Gouverneur von New York Herbert H. Lehman Joseph V. O’Leary von der American Labor Party zum neuen New York State Comptroller ernannte, um die Vakanz zu füllen. Yates war bis November 1942 weiterhin unter O’Leary als First Deputy Comptroller tätig. Zu jenem Zeitpunkt trat er von seinem Posten zurück, um in die US-Army einzutreten und den Kriegsanstrengungen der Vereinigten Staaten während des Zweiten Weltkrieges zu helfen. Er wurde dem Adjutant General’s Corps zugeteilt, welches in Washington, D.C. stationiert war. Während eines Urlaubs heiratete er Anita Pohndorff (1914–1991) aus Saratoga (New York). Er verließ die Armee mit den Dienstgrad eines Captains und kehrte dann nach Albany (New York) zurück. Dort managte er die Dutch Village Apartments in Menands (New York) und wurde Präsident der Albany Home Savings Bank. Er war Trustee vom Hamilton College, vom Albany Institute of History & Art und vom Siena College. Ihm wurde 1972 ein Doctor of Humane Letters vom Siena College verliehen und 1973 der Distinguished Service Award vom Episcopal-Bischof von Albany.